# پوما راوخا
پوما راوخا (به اسپانیایی: Puma Rawkha) یک کوه در پرو است که در Peru, Lima Region واقع شده‌است. پوما راوخا ۴٬۸۰۰ متر بالاتر از سطح دریا واقع شده‌است.